# أليساندرو تيكسيرا
أليساندرو تيكسيرا (بالبرتغالية: Alessandro Teixeira‏) هو اقتصادي برازيلي، ولد في 1972 في بورتو أليغري في البرازيل.